# Museo de Paleontología de Guadalajara
El Museo de Paleontología de Guadalajara es un museo público en la ciudad de Guadalajara en el estado de Jalisco, México, inaugurado el 14 de febrero de 2000. El museo alberga una muestra de la mega-fauna pleistocénica de la zona centro occidente de México, principalmente con piezas encontradas en el lago de Chapala y las playas de Zacoalco. Cuenta con 8 salas de exhibición permanente y una sala dedicada a exhibiciones temporales, enfocadas principalmente en las ciencias naturales. El acervo del museo está basado en la colección de Federico A. Solórzano Barreto.

## Exposiciones
La exposición consiste principalmente de mamíferos de las épocas: 
- Mioceno
- Plioceno
- Pleistoceno

En ella se muestran fragmentos de: 
- Antílopes
- Caballos
- Cánidos
- Pumas
- Dientes de sable
- Gonfoterios